# بلدة ثري أوكس (ميشيغان)
ثري أوكس (بالإنجليزية: Three Oaks Township, Michigan)‏ هي بلدة تقع بولاية ميشيغان في الولايات المتحدة. تبلغ مساحتها 60.8 (كم²)، وترتفع عن سطح البحر 207 م، بلغ عدد سكانها 2574 نسمة في عام تعداد الولايات المتحدة 2010 حسب إحصاء مكتب تعداد الولايات المتحدة وتصل الكثافة السكانية فيها 42.7 نسمة/كم2.

## وصلات خارجية
- The US50 - Cities and Towns in Michigan State
- Michigan Cities and Towns, Facts, Map, Flag, Colleges, Government, and More